# Troféu Redentor de Melhor Ator
O Troféu Redentor de Melhor Ator é um prêmio laureado a melhor ator em um longa-metragem concedido pelo Festival do Rio dentro da competição principal da mostra Première Brasil do evento desde 2003, sendo um dos principais prêmios do cinema brasileiro. O festival foi idealizado em 1999 por meio da fusão de dois festivais, o Rio Cine Festival e a Mostra Banco Nacional de Cinema, que também premiava atuações femininas. No entanto, a categoria foi apresentada pela primeira vez no evento somente em sua quinta edição, em 2003.
O prêmio de melhor interpretação de um ator é dedicado a melhor atuação masculina dos filmes em competição pelo Troféu Redentor, sendo entregue desde a quinta edição, quando o ator José Dumont recebeu o galardão, aos 43 anos de idade, por seu papel em Narradores de Javé. Os atores mais premiados da competição são João Miguel, com três prêmios, e Daniel de Oliveira, com duas vitórias. 
Esta premiação já registrou um grande número de empates; alguns pelo mesmo filme. Em 2006, os atores Selton Mello e Sidney Santiago dividiram o prêmio por suas atuações em O Cheiro do Ralo e Os 12 Trabalhos, respectivamente. Em 2009, Chico Díaz e Luiz Carlos Vasconcelos levaram o prêmio por seus trabalhos no drama O Sol do Meio Dia. Empates ocorreram nesta categoria por três anos consecutivos, entre 2016 e 2018.
João Pedro Mariano e Reynier Morales são os vencedores mais recentes nesta categoria por seus papéis em Baby e O Deserto de Akin, respectivamente. Morales recebeu o prêmio fora da competição principal da Première Brasil, sendo laureada na mostra Novos Rumos, sendo o primeiro a receber este prêmio.

## Vencedores
| Ano (edição)      | Vencedor(es)                                      | Papel                                             | Filme                                             | Ref.                                              |
| ----------------- | ------------------------------------------------- | ------------------------------------------------- | ------------------------------------------------- | ------------------------------------------------- |
| 2003 (5ª edição)  | José Dumont                                       | Antônio Biá                                       | Narradores de Javé                                | [ 3 ]                                             |
| 2004 (6ª edição)  | Flávio Bauraqui                                   | Jorginho                                          | Quase Dois Irmãos                                 | [ 10 ]                                            |
| 2005 (7ª edição)  | João Miguel                                       | Ranulpho                                          | Cinema, Aspirinas e Urubus                        | [ 11 ]                                            |
| 2006 (8ª edição)  | Selton Mello                                      | Lourenço                                          | O Cheiro do Ralo                                  | [ 4 ]                                             |
| 2006 (8ª edição)  | Sidney Santiago                                   | Héracles                                          | Os 12 Trabalhos                                   | [ 4 ]                                             |
| 2007 (9ª edição)  | João Miguel                                       | Raimundo Nonato (Alecrim)                         | Estômago                                          | [ 12 ]                                            |
| 2008 (10ª edição) | Daniel de Oliveira                                | Santinho                                          | A Festa da Menina Morta                           | [ 13 ]                                            |
| 2009 (11ª edição) | Chico Diaz                                        | Matuim                                            | O Sol do Meio Dia                                 | [ 5 ]                                             |
| 2009 (11ª edição) | Luiz Carlos Vasconcelos                           | Arthur                                            | O Sol do Meio Dia                                 | [ 5 ]                                             |
| 2010 (12ª edição) | Wagner Moura                                      | Marcelo Nascimento da Rocha                       | VIPs                                              | [ 14 ]                                            |
| 2011 (13ª edição) | João Miguel                                       | Augusto Matraga                                   | A Hora e a Vez de Augusto Matraga                 | [ 15 ]                                            |
| 2012 (14ª edição) | Otávio Müller                                     | Afrânio (Gorila)                                  | O Gorila                                          | [ 16 ]                                            |
| 2013 (15ª edição) | Jesuíta Barbosa                                   | Arlindo Araújo (Fininha)                          | Tatuagem                                          | [ 17 ]                                            |
| 2014 (16ª edição) | Matheus Fagundes                                  | Serginho                                          | Ausência                                          | [ 18 ]                                            |
| 2015 (17ª edição) | Ariclenes Barroso                                 | Júnior                                            | Aspirantes                                        | [ 19 ]                                            |
| 2016 (18ª edição) | Júlio Andrade                                     | Gildo / Dr. Evandro                               | Redemoinho / Sob Pressão                          | [ 6 ]                                             |
| 2016 (18ª edição) | Nelson Xavier                                     | Amador                                            | Comeback: Um Matador Nunca se Aposenta            | [ 6 ]                                             |
| 2017 (19ª edição) | Daniel de Oliveira                                | Rubens                                            | Aos Teus Olhos                                    | [ 7 ]                                             |
| 2017 (19ª edição) | Murilo Benício                                    | Inácio                                            | O Animal Cordial                                  | [ 7 ]                                             |
| 2018 (20ª edição) | Shico Menegat                                     | Pedro                                             | Tinta Bruta                                       | [ 8 ]                                             |
| 2018 (20ª edição) | Valmir do Côco                                    | Catita                                            | Azougue Nazaré                                    | [ 8 ]                                             |
| 2019 (21ª edição) | Fabrício Boliveira                                | Paulo                                             | Breve Miragem de Sol                              | [ 20 ]                                            |
| 2020 (22ª edição) | Prêmio não entregue devido à pandemia de COVID-19 | Prêmio não entregue devido à pandemia de COVID-19 | Prêmio não entregue devido à pandemia de COVID-19 | Prêmio não entregue devido à pandemia de COVID-19 |
| 2021 (23ª edição) | Rômulo Braga                                      | Theo                                              | Sol                                               | [ 21 ]                                            |
| 2022 (24ª edição) | Darío Grandinetti                                 | Holden                                            | Bem-vinda, Violeta!                               | [ 22 ]                                            |
| 2023 (25ª edição) | Kauã Alvarenga                                    | Tiquinho                                          | Pedágio                                           | [ 23 ]                                            |
| 2024 (26ª edição) | João Pedro Mariano                                | Wellington                                        | Baby                                              | [ 9 ]                                             |
| 2024 (26ª edição) | Reynier Morales                                   | Akin                                              | O Deserto de Akin                                 | [ 9 ]                                             |